# Plan Bakera
Plan Bakera – plan przeciwdziałania trwającemu od 1982 roku kryzysowi związanemu z ogromnym zadłużeniem państw rozwijających się, przedstawiony przez sekretarza skarbu USA Jamesa Bakera 8 października 1985 roku na spotkaniu Międzynarodowego Funduszu Walutowego i Banku Światowego w Seulu. Plan zakładał zwiększenie finansowania dla 15 najbardziej zadłużonych państw przez instytucje międzynarodowe oraz banki komercyjne państw uprzemysłowionych – Bank Światowy i Międzyamerykański Bank Rozwoju (IADB) miały wyasygnować 9 miliardów dolarów, a banki prywatne – 20 miliardów dolarów w ciągu 3 lat. W zamian zadłużone państwa miały kontynuować procesy reform gospodarczych w duchu wolnorynkowym: prywatyzację, deregulację gospodarki, usuwanie barier dla handlu i inwestycji, promocję oszczędności wewnętrznych.
Zasadniczym problemem planu Bakera był brak gwarancji dla kredytów prywatnych i wynikająca z tego niechęć banków komercyjnych do udzielania pożyczek najbiedniejszym dłużnikom. Kolejnym amerykańskim planem walki z kryzysem zadłużeniowym był plan Brady’ego.